# Andras
Pour les articles homonymes, voir Andras (homonymie).

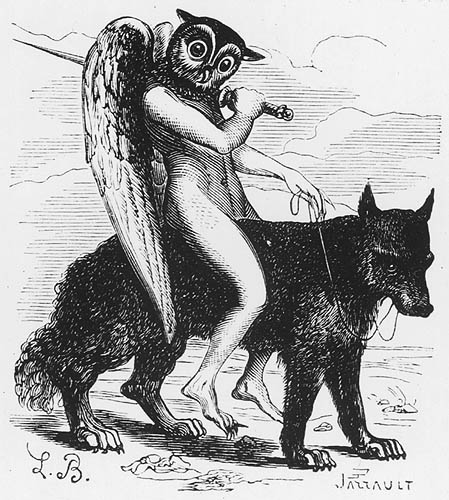
Andras

Andras est un démon issu des croyances de la goétie, science occulte de l'invocation d'entités démoniaques. 

## Description
Le Lemegeton le mentionne en 63e position de sa liste de démons. Selon l'ouvrage, Andras, grand marquis aux Enfers, est représenté avec le corps d'un ange, la tête d'un chat-huant, chevauchant un loup noir et armé d'un sabre effilé. Démon du crime et de l'avidité, il provoque volontiers la discorde et aime susciter des querelles. Il gouverne 30 légions infernales.
La Pseudomonarchia daemonum le mentionne en 54e position de sa liste de démons et lui attribue des caractéristiques similaires.

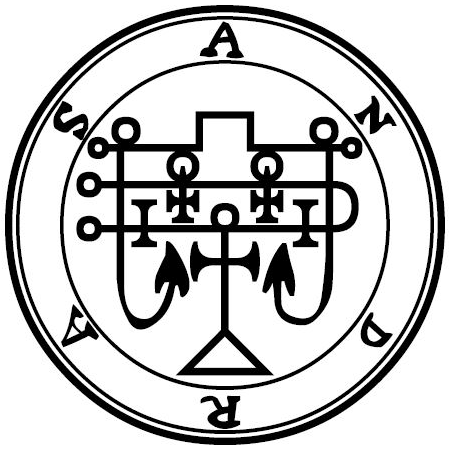
Le sceau de Andras selon Mathers.